# Big Day Out
The Big Day Out (BDO) fue un festival de música anual que se llevó a cabo en cinco ciudades australianas: Sydney, Melbourne, Gold Coast, Adelaide y Perth, así como en Auckland, Nueva Zelanda. El festival se llevó a cabo durante el verano, generalmente en enero de cada año, pero a veces se llevó a cabo hasta principios de febrero en algunas ciudades, incluida Perth.

## Historia

### 1992-1997
Los festivales de música anuales habían estado cobrando impulso durante algún tiempo, y los Estados Unidos habían lanzado Lollapalooza en Chicago, Illinois en 1991. Australia había visto varios festivales de música, pero ninguno anual. Big Day Out fue fundado por Ken West y Vivian Lees; el festival comenzó en 1992 como un espectáculo exclusivo de Sydney, con el acto principal, Violent Femmes, tocando junto a Nirvana, y una variedad de otros actos de música alternativa local y extranjera, en el Pabellón de Hordern. En 1993, el alcance del festival se amplió para incluir Melbourne, Perth y Adelaide. West reveló en una entrevista que buscaba crear un "caos urbano" y un "caos controlado".
El festival se expandió a Auckland en 1994 y realizó espectáculos allí todos los años, con la excepción de 2013.
En 1994, el Big Day Out se amplió aún más para incluir Auckland, Nueva Zelanda y Gold Coast, y se llevó a cabo durante un período de tres semanas. Las ubicaciones geográficas del festival de 1994 ocurrieron anualmente hasta 1997, cuando los organizadores West y Lees anunciaron una pausa de un año, lo que generó preocupación de que el festival estaba llegando al final de su existencia; sin embargo, el festival volvió en 1999

### 1999-2013
Tras el inicio del siglo XXI, el festival se vio envuelto en dos grandes controversias. En primer lugar, Jessica Michalik, de 16 años, fue asesinada después de ser aplastada en un espectáculo de Sydney en 2001 durante una actuación de la banda Limp Bizkit. La muerte de Michalik puso en peligro temporalmente el futuro del festival BDO, pero el evento continuó después de que el Tribunal Forense de Sydney criticara las medidas de control de multitudes en el sitio y los comentarios incendiarios hechos por Fred Durst vocalista de Limp Bizkit después de que ocurriera el aplastamiento.
El festival celebró su actuación número 100 en 2010. En el período previo al hito de los 100 espectáculos, que ocurrió en la segunda de las dos fechas de Sydney en 2010, Lees afirmó en un artículo de The Australian que la capacidad de BDO para construir relaciones con actos durante las carreras se habían convertido en una parte importante de la cultura BDO. En el mismo artículo australiano, el periodista Iain Shedden describió el BDO como uno de los "festivales de rock más exitosos y de mayor duración en el mundo", alineando el festival con el evento de carreras de caballos australiano establecido, la Copa de Melbourne.

Lees también explicó el crecimiento y la mayor complejidad del festival en el artículo australiano de 2010, afirmando que, mientras que un equipo de 70 personas cruzó Australia en 1993 para el evento inaugural, el festival de 2010 contó con 700 personas. Lees destacó las crecientes necesidades de las bandas australianas en su explicación:
Se vuelve más fácil, pero también se hace más grande y eso lo hace más complicado... Tienes más confianza en lo que estás haciendo y tienes algo de seriedad, pero al mismo tiempo, porque tenemos más y más expectativas puestas. sobre nosotros por parte de todos, las complejidades van en aumento. Incluso las bandas australianas que solían llevar de gira a cinco o seis personas ahora llevan a 11. Ese parece ser el número mágico, incluso para una nueva banda que empieza. Lo que están haciendo es trabajar para dar el mejor espectáculo posible. Por eso el festival necesita más producción, más riders, más habitaciones de hotel, más de todo.
Debido a la creciente popularidad del evento, ocasionalmente se llevó a cabo un segundo espectáculo en Sydney. La extrema popularidad de Metallica en 2004 llevó a esta incorporación, seguida de otra incorporación en un segundo espectáculo en Sydney para el evento de 2010, cuando Muse fue el acto principal. Una segunda fecha de Sydney regresó en 2011, en respuesta a los actos co-titulares, Tool y Rammstein.
En noviembre de 2011, la sociedad comercial entre Lees y West se disolvió, y este último se asoció a continuación con la empresa C3 Presents, con sede en Austin, Estados Unidos (EE. UU.), que dirige el festival Lollapalooza en EE. UU. C3 compró una participación del 51 por ciento en la empresa luego de una división causada por presiones "internas y externas", por lo que Lees cortó todas las conexiones con el negocio. Antes de noviembre de 2011, Creative Festival Entertainment era la productora del festival BDO.
El 17 de enero de 2012, West anunció que el evento BDO de Auckland, celebrado el 20 de enero de 2012, sería el último Big Day Out en Nueva Zelanda, y explicó que el festival solo se celebraría en Australia en 2013. Sin embargo, en abril de 2013, los promotores dijeron que estaban buscando reprogramar un evento de Auckland en 2014 (en el Western Springs Stadium en lugar de Mt Smart)
En 2013, el festival recibió una firme oposición del alcalde de la ciudad de Claremont, Jock Barker, quien afirmó que los festivales de música en general introducen "un comportamiento antisocial y delictivo espantoso en un área residencial". Aunque un estudio reveló que los festivales de música a gran escala aportan aproximadamente 5,2 millones de dólares australianos a la economía del estado, además de aumentar el turismo y los niveles de empleo, el concejal de Claremont, Peter Browne, apoyó la posición de Barker al afirmar que los beneficios de eventos como el Big Day Out son "Irremediablemente superado por el ruido intolerable, el final tardío, el alto nivel de actividad delictiva y el mal comportamiento social general dentro y fuera de los terrenos". A pesar de tal oposición, los organizadores de BDO utilizaron el recinto de Claremont Showground en Perth, Australia Occidental para el evento de 2013. La etapa de Perth del BDO 2014 se llevó a cabo en el estadio Arena Joondalup.
West anunció a los medios el 17 de septiembre de 2013 que Arash "AJ" Maddah, otro promotor de festivales de música australiano, se había unido a la empresa Big Day Out. Aunque West explicó que "el equipo de BDO ahora será C3, AJ Maddah y su servidor", Maddah declaró a los medios: "Es la visión de Ken y estoy trabajando para él. Durante 20 años ha sido mi ambición trabajar para Big Day Out. Ha sido un gran festival durante 22 años. No necesito joder con eso". A la fecha del anuncio, Adam Zammit era el director ejecutivo de la empresa y Fairfax Media informó de numerosos recortes de puestos de trabajo.
Un artículo de Fairfax Media de octubre de 2013 informó que el espacio de oficinas de la compañía en el suburbio de Surry Hills, en el centro de la ciudad de Sydney, se vendía por 5 millones de dólares australianos y una fuente no identificada informó a Fairfax que la compañía BDO también había "perdido recientemente parte o todo el control sobre los lucrativos espectáculos secundarios". Durante el mismo período, Lees reveló públicamente que West había vendido su participación en la empresa y que el festival enfrentaba serios problemas.

## Controversia

### Muerte de Jessica Michalik
Durante el festival Big Day Out de 2001 en Sydney, Jessica Michalik fue aplastada en un mosh pit durante una actuación de la banda Limp Bizkit. La revivieron y la llevaron de urgencia al Hospital Concord, pero murió de un ataque al corazón cinco días después.
El líder de la banda, Fred Durst, afirmó que la banda había intentado tomar precauciones que cayeron en oídos sordos: "Suplicamos, gritamos, enviamos cartas, tratamos de tomar precauciones, porque somos Limp Bizkit, sabemos que causamos esta gran ampolla emocional de una multitud". Al día siguiente, Limp Bizkit se había marchado de Australia sin avisar a los organizadores, que sólo se enteraron de la marcha de la banda a través de una nota dejada en el hotel.

### Prohibición de bandera
El 21 de enero de 2007, los organizadores tomaron la decisión de disuadir a los patrocinadores de Big Day Out en Sydney de traer y exhibir la bandera australiana. Los organizadores dijeron que la decisión fue el resultado de las recientes tensiones étnicas en Sydney y las quejas de que el festival del año anterior se había visto empañado por grupos itinerantes de jóvenes agresivos envueltos en banderas.
Secciones de la comunidad tenían puntos de vista fuertes en apoyo u objeción a la política. El primer ministro John Howard, el primer ministro de Nueva Gales del Sur, Morris Iemma, y el líder federal de la oposición, Kevin Rudd, condenaron la medida. Iemma sugirió que se cancelara el evento si los organizadores no podían garantizar la seguridad de los asistentes. El acto del escenario principal Jet actuó frente a un gran telón de fondo de una bandera australiana en blanco y negro recortada con su nombre, y el vocalista principal Nic Cester agregó: "No puedo decirle a nadie más qué hacer, pero nosotros como banda estamos muy orgullosos de ser australianos y no queremos sentir que no se nos permite sentirnos orgullosos".
Otras personas, incluidos Andrew Bartlett de los demócratas australianos, el periodista deportivo Peter FitzSimons y miembros del grupo de hip-hop The Herd expresaron su preocupación de que la bandera estaba siendo mal utilizada por un puñado de asistentes agresivos de una manera jingoísta y que los conciertos de rock no eran lo mejor. lugar apropiado para ondear una bandera.
En el primer día del Sydney Big Day Out de 2007, un número significativo de clientes asistieron al evento vistiendo prendas relacionadas con la bandera australiana o portando banderas australianas. A nadie se le negó la entrada y no se confiscó ningún material o ropa relacionada con la bandera. Después de esa fecha, no hubo más sugerencias de prohibir la bandera australiana en los eventos Big Day Out.

### Drogas
El consumo de drogas está asociado con muchos festivales de música australianos, incluido Big Day Out, con informes anecdóticos que indican claramente que el alcohol sigue siendo la droga más frecuente en todos los eventos. La policía ha interceptado a los usuarios y traficantes sospechosos colocando perros detectores de drogas en algunas entradas de cada festival y patrullando el evento (ver el escándalo de registro al desnudo de la Fuerza de Policía de Nueva Gales del Sur). En el festival de 2008 en Sydney, la policía realizó 86 arrestos relacionados con las drogas. En 2009, 107 personas fueron detenidas por infracciones de drogas. En la etapa de Perth de 2009 de la gira del festival, más de 70 arrestos fueron acusados de delitos relacionados con las drogas.

### Muerte de Gemma Thoms
En el festival Big Day Out de 2009 en Perth, Gemma Thoms, de 17 años, colapsó después de supuestamente tomar tres tabletas de éxtasis. Murió 12 horas después en el Hospital Sir Charles Gairdner, luego de ser trasladada desde el puesto de primeros auxilios del evento. Según los informes, la niña y su amiga tomaron una tableta cada una mientras estaban en casa antes del evento. Después de llegar, vio a la policía cerca de la entrada, entró en pánico y se tragó otras dos tabletas. Más tarde, la policía negó su responsabilidad por la muerte de Thoms, sugiriendo que no se estaban usando perros rastreadores para registrar a los clientes en la entrada que ella había usado. Estuvieron de acuerdo en que "Puede haber un temor percibido de ser detectado". Thoms había sido conducido en automóvil y no había tomado el tren a la estación donde la policía estaba buscando.

### Beenie Man y Odd Future
En noviembre de 2009, grupos de derechos de los homosexuales en Nueva Zelanda protestaron después de que el controvertido rapero Beenie Man fuera incluido en la segunda ronda de anuncios para la gira de 2010. Grupos como GayNZ.com citaron letras controvertidas y homofóbicas de las canciones de Beenie Man como "Estoy soñando con una nueva Jamaica / Ven a ejecutar a todos los gays". El grupo pidió a los organizadores de Big Day Out que eliminaran a Beenie Man de la alineación "para enviar un mensaje de que la homofobia es inaceptable", y más de 850 personas se unieron a un grupo de Facebook para oponerse a su aparición.
El 15 de noviembre de 2009, los organizadores australianos del festival emitieron un comunicado en su sitio web confirmando que Beenie Man había sido eliminado de la programación. Si bien reconocieron su compromiso con la Reggae Compassionate Act de 2007 y sus promesas de no interpretar las canciones ofensivas en su gira, finalmente tomaron la decisión de abandonar a Beenie Man porque sintieron que su aparición "dividiría a los miembros de nuestra audiencia y estropearía el disfrute del evento para muchos".
A principios de noviembre de 2011, antes del Big Day Out de 2012, el Ayuntamiento de Auckland solicitó eliminar a Odd Future de la alineación debido a que algunas de sus letras eran supuestamente homofóbicas. Los promotores estuvieron de acuerdo y organizaron un espectáculo secundario de Odd Future en Auckland fuera del Big Day Out.

## Álbumes recopilatorios
- Big Day Out 00 (2000)
- Big Day Out 01 (2001)
- Disrespective (2002)
- Big Day Out 03 (2003)
- Big Day Out 04 (2004)
- Big Day Out 05 (2005)
- Big Day Out 06 (2006)

## Ediciones anteriores

### 1992-1997
1992
- Fecha inicial y final: 25 de enero
- Itinerario: Sídney
- 9.500 espectadores
- Con: Beasts of Bourbon, Box The Jesuits, Celibate Rifles, Cosmic Psychos, The Clouds, Club Hoy, Died Pretty, Falling Joys, The Hard Ons con Henry Rollins, Hellmen, Massappeal, The Meanies, Nirvana, Smudge, Sound Unlimited Posse, Ratcat, The Village Idiots, Violent Femmes, The Welcome Mat, Yothu Yindi, You Am I, Dave Graney and the Coral Snakes.

1993
- Fecha inicial y final: 24 de enero - 1 de febrero
- Itinerario: Melbourne, Sídney, Perth y Adelaida
- 46.000 espectadores
- Con:
  - Beasts of Bourbon, Carter the Unstoppable Sex Machine, The Clouds, The Disposable Heroes of Hiphoprisy, The Hard Ons, Iggy Pop, Mudhoney, Nick Cave and the Bad Seeds, Sonic Youth, You Am I.
  - Sólo en Melbourne y Sídney: Helmet y Not Drowning Waving.
  - Sólo en Perth: Spy vs. Spy, The Chevelles y DM3.

1994
- Fecha inicial y final: 21 de enero - 5 de febrero
- Itinerario: Gold Coast, Sídney, Adelaida, Perth y Auckland.
- 120.000 espectadores.
- Con:
  - Comunes: The Breeders, The Cruel Sea, Smashing Pumpkins, Straitjacket Fits, Soundgarden, Tumbleweed, Def Fx.
  - Australia: Björk, The Meanies, The Ramones, Severed Heads, Teenage Fanclub, Tiddas.
  - Melbourne y Sídney: Primus y Dave Graney.
  - Meloburne, Sídney, Gold Coast y Adelaida: DJ Pee Wee Ferris, DJ Sugar Ray, Itch-E & Scratch-E.
  - Melbourne, Sídney y Perth: The Celibate Rifles.
  - Melbourne, Sídney y Auckland: Urge Overkill.
  - Melobourne y Gold Coast: Powderfinger y Robert Forster.
  - Sídney, Gold Coast y Adelaida: TISM y Screamfeeder.
  - Sídney y Gold Coast: Southend.
  - Sídney y Adelaida: The Mark of Cain y Boxcar.
  - Gold Coast y Auckland: You Am I y The Hard Ons.
  - Sídney: Nitocris

1995
- Fecha inicial y final: 20 de enero - 5 de febrero
- Itinerario: Auckland, Melbourne, Sídney, Gold Coast, Adelaida y Perth.
- 130.000 espectadores.
- Con:
  - Comunes: Ministry, Primal Scream, The Cult, Luscious Jackson, Fundamental, The Clouds, You Am I, Silverchair, TISM, Allegiance, 3D's, Sisters Underground, Omc.
  - Australia: Screaming Trees, The Fireballs, DJ Sugar Ray, Vision Four 5, Snog, Fur, DJ Pee Wee Ferris, Kim Salmon, The Mark of Cain.
  - Auckland, Melbourne y Sídney: Hole, Supergroove.
  - Melbourne y Sídney: Spiderbait, Dave Graney.
  - Sídney, Gold Coast y Adelaida:Southend, Boxcar.
  - Melbourne, Sídney y Gold Coast: Magic Dirt, Single Gun Theory.
  - Otros: The Offspring (Auckland, Melbourne, Sídney, Adelelaida, Perth), Cosmic Psychos (Melbourne, Gold Coast, Adelaida), Severed Heads (Auckland, Sídney), Front End Loader (Melbourne, Gold Coast), Mantissa (Melbourne, Adelaida).

1996
- Fecha inicial y final: 19 de enero - 4 de febrero
- Itinerario: Auckland, Gold Coast, Sídney, Melbourne, Adelaida y Perth.
- 140.000 espectadores.
- Con:
  - Comunes: Porno for Pyros, Rage Against the Machine, Elastica, Rancid, The Jesus Lizard, Nick Cave and the Bad Seeds, TISM, Tumbleweed, Regurgitator, Spiderbait, Shihad.
  - Australia:The Prodigy, Radio Birdman, Dirty Three, Sidewinder, Magic Dirt, Ammonia, FSOM.
  - Auckland, Gold Coast, Sídney y Melbourne: Tricky, Billy Bragg.
  - Otros: Reef (Gold Coast, Sídney, Melbourne), Custard (Gold Coast, Sídney, Melbourne, Perth), Powderfinger (Gold Coast, Sídney, Melbourne), Pollyanna (Gold Coast, Sídney, Melbourne, Adelaida), DJ Sugar Ray (Gold Coast, Sídney, Melbourne, Adelaida), Single Gun Theory (Gold Coast, Sídney, Adelaida, Perth), Southend (Gold Coast, Sídney), Even (Sídney, Melbourne, Adelaida), Amunda (Sídney, Adelaida), Continuum (Sídney, Melbourne), Groove Terminator (Adelaida, Perth) y Alchemist (Sídney).

1997
- Fecha inicial y final: 17 de enero - 2 de febrero
- Itinerario: Auckland, Gold Coast, Sídney, Melbourne, Adelaida y Perth.
- 210.000 espectadores.
- Con:
  - Comunes: Soundgarden, The Offspring, The Prodigy, Fear Factory, Supergrass, Shonen Knife, You Am I, Powderfinger, Beasts of Bourbon, Tiddas, Dave Graney and The Coral Snakes, Boo Boo Mace and Nutcase
  - Australia: Superjesus, Omc, Snout.
  - Melbourne y Sídney: Aphex Twin, The Fauves, Jon Spencer Blues Explosion.
  - Gold Coast y Sídney: Screamfeeder, Severed Heads.
  - Auckland: Head Like a Hole, Lemonheads.
  - Otros: Patti Smith (Gold Coast, Sídney, Melbourne), Rocket From The Crypt (Sídney, Adelaida), The Clouds (Gold Coast, Sídney, Perth), Insurge (Gold Coast, Melbourne, Sídney), Even (Gold Coast, Melbourne, Adelaida), Drop City (Gold Coast, Sídney, Adelaida), Dlt (Gold Coast, Melbourne, Sídney, Adelaida), FSOM (Gold Coast, Melbourne, Sídney), Bexta (Gold Coast, Sídney, Adelaida, Perth), Pocket (Gold Coast, Adelaida, Perth), Frenzal Rhomb (Melbourne, Sídney, Adelaida, Perth), The Mavis's (Melbourne, Adelaida).

### 1999-2004
1999

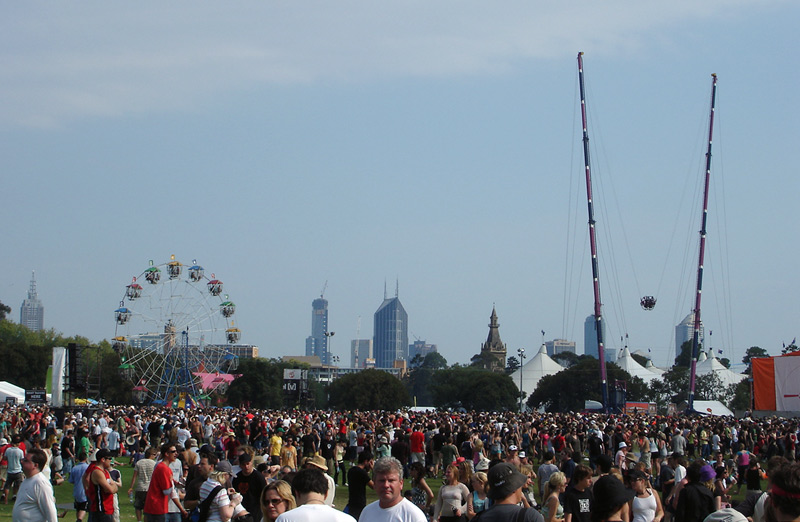
Atracciones en el Big Day Out, Melbourne 2006.

- Fecha inicial y final: 15 de enero - 31 de enero
- Itinerario: Auckland, Gold Coast, Sídney, Melbourne, Adelaida y Perth.
- 210.000 espectadores.
- Con:
  - Comunes: Ash, Deejay Punk-Roc, Fatboy Slim, Hole, KoЯn, Luke Slater Freek Funk, Marilyn Manson, Roni Size, Sean Lennon, Soulfly, Regurgitator, Powderfinger, Jebediah, The Living End, Superjesus, Groove Terminator.
  - Australia: Warumpi Band, Fur, Sonic Animation, Bexta, Ransom, Even, Not From There, Bodyjar.
  - Adelaida: DJ MPK, Brunatex, DJ Royal.
  - Sídney y Melbourne: B(if)tek, Frontside, Underworld, TISM.
  - Gold Coast y Sídney: Resin Dogs, Coda, Soma Rasa.
  - Otros: Cryogenic (Sídney), Fun Lovin' Criminals (Auckland, Gold Coast, Sídney, Melbourne), Manic Street Preachers (Sídney, Melbourne, Adelaida, Perth), Sparklehorse (Auckland, Gold Coast, Sídney, Melbourne), Garageland (Auckland, Gold Coast, Sídney), Happyland (Gold Coast, Sídney, Melbourne, Adelaida), Antenna (Gold Coast, Sídney, Melbourne), The Mark of Cain (Melbourne, Perth).

2000
- Fecha inicial y final: 21 de enero - 6 de febrero
- Itinerario: Auckland, Gold Coast, Sídney, Melbourne, Adelaida y Perth.
- 250.000 espectadores.
- Con:
  - Comunes: Atari Teenage Riot, Basement Jaxx, Beth Orton, blink-182, The Chemical Brothers, The Hellacopters, Joe Strummer & The Mescaleros, Nine Inch Nails, Foo Fighters, Goldie & MC Rage, Shihad, Red Hot Chili Peppers, Grinspoon, Peewee Ferris, Spiderbait, Spiderbait, Yothu Yindi.
  - Australia: Chunky Move, Primal Scream, Magic Dirt, Pound System, Resin Dogs, Sean Quinn, The Cruel Sea, Gerling, Honeysmack, Jebediah, Josh Abrahams & Amiel Daemion, Nokturnl.
  - Sídney y Melbourne: Ozomatli, Killing Heidi.
  - Gold Coast, Sídney y Melbourne: 28 Days, Something for Kate.
  - Auckland, Gold Coast, Sídney y Melbourne: Pitch Black, Salmonella Dub, Hardknox.
  - Otros: Cryogenic (Sídney), The Monarchs (Gold Coast, Sídney), Icecream Hands (Gold Coast, Melbourne, Adelaida, Perth), Six Ft Hick (Melbourne, Adelaida), Testeagles (Costa Dorada, Sídney, Melbourne, Adelaida).

2001
- Fecha inicial y final: 19 de enero - 4 de febrero
- Itinerario: Auckland, Gold Coast, Sídney, Melbourne, Adelaida y Perth.
- 215.000 espectadores.
- Con:
  - Comunes: Darren Emerson, Mudvayne, PJ Harvey, Placebo, Happy Mondays, Coldplay, Rammstein, Roni Size Reprazent, Zoo Bombs, Carl Cox, Adam Freeland, 28 Days, Bexta, Frenzal Rhomb, Friendly, Killing Heidi, Greg Churchill.
  - Australia: Alex Lloyd, The Avalanches, Nitocris, Powderfinger, Pnau, Resin Dogs, Sunk Loto, Sonic Animation, You Am I, The Go-Betweens.
  - Gold Coast, Sídney y Melbourne: John Butler Trio, Coloured Stone, Digital Primate, At the Drive-In, Skulker.
  - Otros: Queens of the Stone Age (Sídney, Melbourne, Adelaida, Perth), Black Eyed Peas (Auckland, Gold Coast, Sídney, Melbourne, Perth), Limp Bizkit (Auckland, Gold Coast, Sídney), King Kapisi (Auckland, Gold Coast, Sídney, Melbourne), Declan (Gold Coast, Sídney, Adelaida, Perth), Sugardrive (Sídney, Adelaida, Perth), Augie March (Gold Coast, Melbourne, Adelaida), Cryogenic (Sídney).

2002
- Fecha inicial y final: 18 de enero - 3 de febrero
- Itinerario: Auckland, Gold Coast, Sídney, Melbourne, Adelaida y Perth.
- 215.000 espectadores.
- Con:
  - Comunes: The Prodigy, Garbage, New Order, The Crystal Method, NOFX, Jurassic 5, Dave Clarke, Basement Jaxx, Sam Hill, Amen, Silverchair, Regurgitator, Gerling, The White Stripes, Kosheen, Drowning Pool, Shihad
  - Australia: Grinspoon, Stephen Allkins, Something for Kate, Spiderbait, Magic Dirt, Superheist, Eskimo Joe, The Monarchs, Machine Gun Fellatio, GT, Sonic Animation, Sean Quinn
  - Auckland y la Costa Este: System of a Down, Betchadupa, Alien Ant Farm, Peaches, Audio Active.
  - Adelaida y Perth: The Tea Party, Tomahawk.
  - Gold Coast y Sídney: Shutterspeed.
  - Sídney y Melbourne: Dern Rutlidge.
  - Perth: Moriarty.

2003
- Fecha inicial y final: 17 de enero - 2 de febrero
- Itinerario: Auckland, Gold Coast, Sídney, Melbourne, Adelaida y Perth.
- 218.000 espectadores.
- Con:
  - Comunes: Jane's Addiction, The Foo Fighters, Kraftwerk, The Music, Luke Slater, Chicks on Speed, Wilco, Gonzales, Jebediah, Murderdolls, PJ Harvey, Sparta, Cog, Machine Gun Fellatio, The Waifs, DJ Kid Kenobi, Millencolin, Waikiki, You Am I, Queens of the Stone Age, The Living End, Augie March, Deftones, Mark Dynamix, Resin Dogs, 28 Days, Pacifier (Shihad).
  - Australia: The Vines, Frenzal Rhomb, The Hard Ons, Bexta, 1200 Techniques, Rocket Science.
  - Nueva Zelanda: Blindspott, Concord Dawn, Pitch Black, The D4, Wash, DJ Sir Vere, 8 Foot Sativa, Panam, Tadpole, The Datsuns, Eight, King Kapisi.
  - Nueva Zelanda y Costa este de Australia: Underworld, Xzibit.
  - Costa este de Australia: Darren Price.
  - Sídney y Melbourne: Dry & Heavy, Pre.Shrunk, Pnau.
  - Sídney, Melbourne, Adelaida y Perth: Jimmy Eat World.

2004
- Fecha inicial y final: 16 de enero - 1 de febrero
- Itinerario: Auckland, Gold Coast, Sídney, Melbourne, Adelaida y Perth.
- 265.000 espectadores.
- Con:
  - Comunes: Metallica, The Strokes, The Dandy Warhols, The Mars Volta, The Flaming Lips, Kings of Leon, Muse, lostprophets, Basement Jaxx, Aphex Twin, Black Eyed Peas, Peaches, The Datsuns, Something for Kate, Gerling, MC Trey, The Darkness, Thursday, Blood Duster, Pnau, Salmonella Dub, King Kapisi, Scribe, P-Money.
  - Australia: Hoodoo Gurus, Skulker, The Sleepy Jackson, Magic Dirt, Jet, 1200 Techniques, The Butterfly Effect, Blood Duster, Sonic Animation, Friendly, Downsyde, Fear Factory, Poison the Well.

### 2005-
2005
- Fecha inicial y final: 21 de enero - 6 de febrero
- Itinerario: Auckland, Gold Coast, Sídney, Melbourne, Adelaida y Perth.
- 255.000 espectadores.
- Con:
  - Comunes: Beastie Boys, System of a Down, Chemical Brothers, The Music, The Streets, Slipknot, Carl Cox, Powderfinger, Grinspoon, John Butler Trio, Concord Dawn, The Donnas, The D4, Jon Spencer Blues Explosion, Regurgitator, Scribe y P-Money, Freestylers, Le Tigre, Kid 606, Deceptikonz, Atmosphere, Hatebreed, Rise Against, Poison the Well, The Red Paintings.
  - Australia: Spiderbait, Hilltop Hoods, Eskimo Joe, Infusion, Butterfingers, Little Birdy, Frenzal Rhomb, Dallas Crane, Wolfmother, Decoder Ring, Bexta, Dimmer.
  - Nueva Zelanda: 8 Foot Sativa, Misfits of Science, The Bleeders, Trinity Roots, 48may, Steriogram, Shihad, Pluto, Shapeshifter, DJ Sir Vere, Dei Hamo, The Checks, Deja Voodoo.
  - Nueva Zelanda y la costa este de Australia: The Hives, Polyphonic Spree.

2006
- Fecha inicial y final: 20 de enero - 5 de febrero
- Itinerario: Auckland, Gold Coast, Sídney, Melbourne, Adelaida y Perth.
- 223.000 espectadores.
- Con:
  - Comunes: The White Stripes, Iggy & The Stooges, Franz Ferdinand, Kings of Leon, The Mars Volta, Soulwax, 2 Many DJs, Sleater-Kinney, The Magic Numbers, The Living End, Gerling, Dei Hamo, Shihad, Wolfmother, Mudvayne, The Go! Team, The Subways, End of Fashion, James Murphy, The Greenhornes, Kid Kenobi + MC Sureshock, Henry Rollins, Silent Disco.
  - Australia: Magic Dirt, Cut Copy, Hilltop Hoods, Cog, Beasts of Bourbon, Sonicanimation, Faker, The Grates, The Mess Hall, Youth Group, Wolf & Cub, Vitàlic, Common, EDAN, Jean Grae, Sarah Blasko, Airbourne, The Presets, Pablo el Peligroso, DJ Ajax, DJ Bulge, DJ Jason Midro, MU, Caged Baby, Afra & the Incredible Beatbox Band, Bit by Bats, Drag, M.I.A..
  - Nueva Zelanda: Fat Freddy's Drop, Elemeno P, The Bleeders, Che Fu and the Krates, Pluto, Frontline, The Brunettes, Fast Crew, Rhombus, Die!Die!Die!, The Sneaks, The Bats, Autozamm, Cobra Khan, Tyree & Juse, City Newton Bombers, Gestalt Switch, Raygunn, Anaham, The Electric Confectionaires.

2007

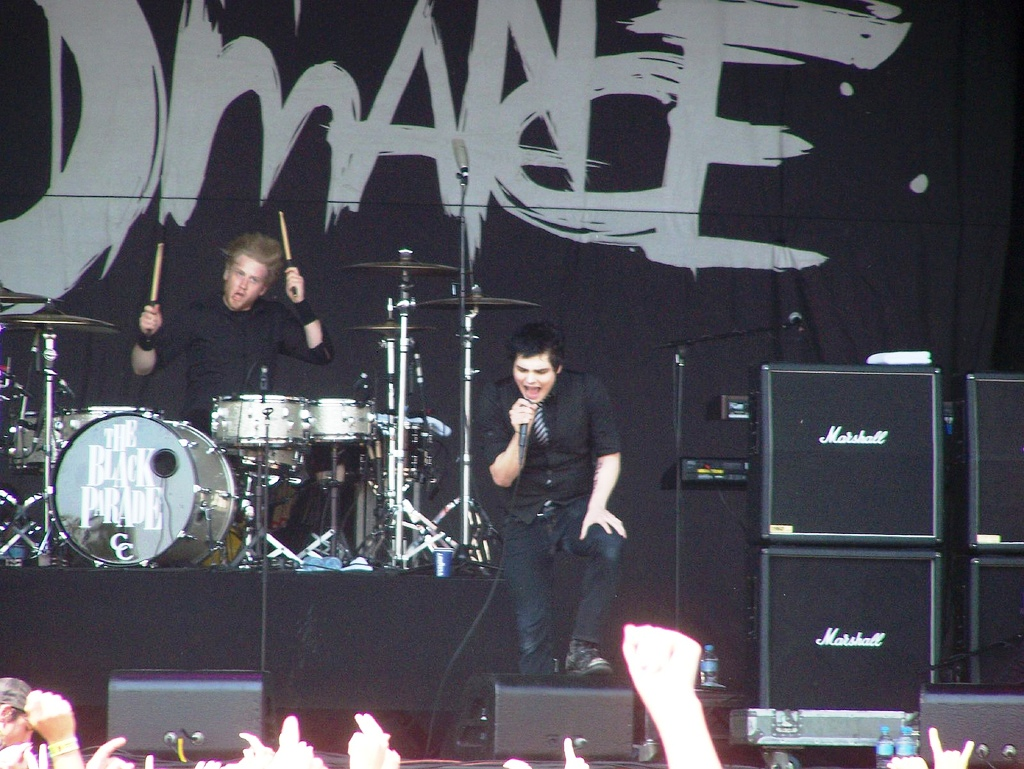
My Chemical Romance tocando en el Big Day Out del 2007.

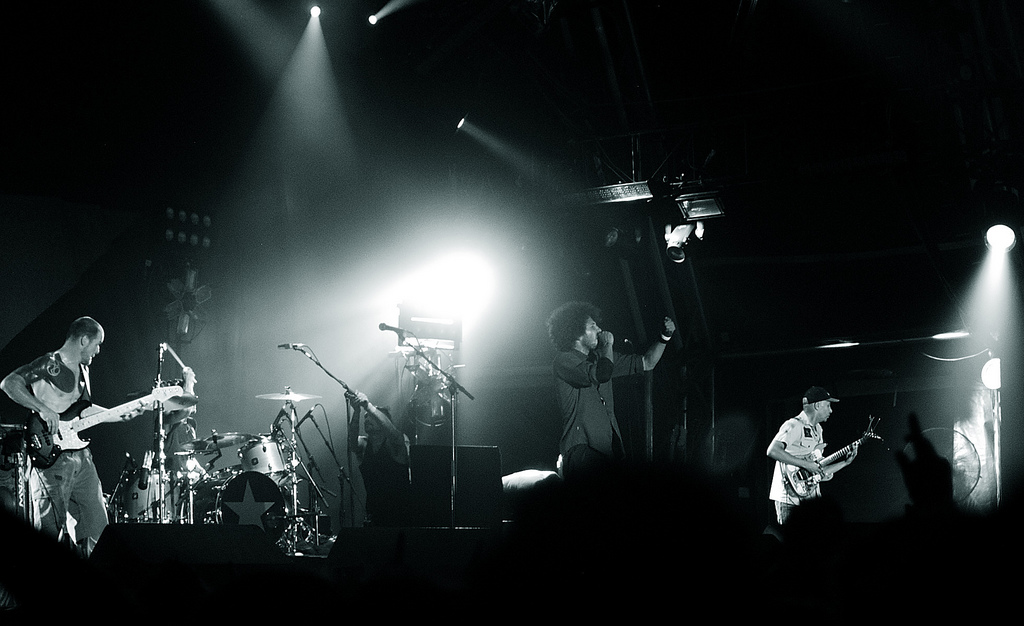
Rage Against The Machine en el Big Day Out del 2008.

- En todos los escenarios: The Vines, Tool, Muse, Jet (banda), Violent Femmes, Eskimo Joe, The Streets, The Killers, John Butler Trio, Kasabian, The Crystal Method, Scribe, My Chemical Romance, Evermore, Justice, Peaches & Herms, Trivium, John Cooper Clarke, Afra & The Incredible Beatbox Band, Little Birdy, The Presets, Spank Rock, Luciano, Lily Allen*, Lupe Fiasco*, Diplo*, Shapeshifter*, Hot Chip*, That 1 Guy*, DJ Sir-Vere*, Misha Wakerman* (*excepto en Adelaida y Perth)

- Sólo en Australia: Something for Kate, You Am I, Kevin Mitchell y Bob Evans, The Butterfly Effect, The Sleepy Jackson, The Herd, Spazzys, The Drones, love tattoo, Mark Murphy, Snowman, Sick Puppies, Digital Primate, Macromantics*, TZU*, Foreign Heights*, P Money*, Heavy Flint Show*, Aching2Be* * (*excepto en Adelaida y Perth)

- Sólo en Sídney y Melbourne: Dan Kelly & The Alpha Males, Ground Components, Gersey, Angus and Julia Stone

- Sólo en Sídney: Something With Numbers

- Sólo en Perth: Calerway

- Sólo en Auckland (Nueva Zelanda): Blindspott, David Kilgour, Deceptikonz, The Rabble, PNC, Dimmer, Sinate, Goodnight Nurse, The Shaky Hands, The Veils, The Mint Chicks, The Tutts, Minuit, Opensouls, Jakob.

2008
- En todos los escenarios: Rage Against The Machine, Björk, Arcade Fire, Shihad, LCD Sound System, Dizzee Rascal, Billy Bragg, The Clean, Katchafire, The Phoenix Foundation, SJD, Grinspoon, Cut Off Your Hands, Hilltop Hoods, Paul Kelly, Battles, Young Sid, Antagonist, Motocade and White Birds y Lemons.

- Sólo en Australia:

- Sólo en Sídney y Melbourne:

- Sólo en Sídney:

- Sólo en Perth:

- Sólo en Auckland (Nueva Zelanda):